# Campeonato Mundial de Ciclismo em Estrada de 2022
O LXXXIX Campeonato Mundial de Ciclismo em Estrada realizou-se em Wollongong (Austrália) entre 18 e 25 de setembro de 2022, baixo a organização da União Ciclista Internacional (UCI) e a União Ciclista da Austrália.
O campeonato constou de corridas nas especialidades de contrarrelógio e de rota, nas divisões elite masculino, elite feminino, masculino sub-23 e feminino sub-23; ademais disputou-se uma corrida por relevos mistos. Ao todo outorgaram-se nove títulos de campeão mundial.

## Programa
O programa de competições é o seguinte:
align="center"|
| Dia            | Evento                            | Trajeto                 | Distância (km) | Vencedor                                |
| -------------- | --------------------------------- | ----------------------- | -------------- | --------------------------------------- |
| Contrarrelógio |                                   |                         |                |                                         |
| 18 de setembro | Contrarrelógio feminina           | Wollongong              | 34,2           | Ellen van Dijk · ( Países Baixos)       |
| 18 de setembro | Contrarrelógio feminina sub-23    | Wollongong              | 34,2           | Vittoria Guazzini · ( Itália)           |
| 18 de setembro | Contrarrelógio masculina          | Wollongong              | 34,2           | Tobias Foss · ( Noruega)                |
| 19 de setembro | Contrarrelógio masculina sub-23   | Wollongong              | 28,8           | Søren Wærenskjold · ( Noruega)          |
| 21 de setembro | Contrarrelógio por relevos mistos | Wollongong              | 28,2           | Suíça                                   |
| Rota           |                                   |                         |                |                                         |
| 23 de setembro | Estrada masculina sub-23          | Wollongong              | 169,8          | Yevgeni Fiodorov · ( Cazaquistão)       |
| 24 de setembro | Estrada feminina                  | Helensburgh–Wollongong  | 164,3          | Annemiek van Vleuten · ( Países Baixos) |
| 24 de setembro | Estrada feminina sub-23           | Helensburgh–Wollongong  | 164,3          | Niamh Fisher-Black · ( Nova Zelândia)   |
| 25 de setembro | Estrada masculina                 | Helensburgh –Wollongong | 266,9          | Remco Evenepoel · ( Bélgica)            |

1. 1 2  As medalhas na categoria feminina sub-23 outorgaram-se às três melhores ciclistas sub-23 da prova elite.
2. ↑  Prova disputada por seleções nacionais conformadas por três homens e três mulheres que competem em formato de relevo.

## Resultados

### Masculino
- Contrarrelógio

| Posto  | Ciclista        | País    | Tempo    |
| ------ | --------------- | ------- | -------- |
| Ouro   | Tobias Foss     | Noruega | 40:02,78 |
| Prata  | Stefan Küng     | Suíça   | 40:05,73 |
| Bronze | Remco Evenepoel | Bélgica | 40:11,94 |

- Estrada

| Posto  | Ciclista           | País      | Tempo   |
| ------ | ------------------ | --------- | ------- |
| Ouro   | Remco Evenepoel    | Bélgica   | 6:16:08 |
| Prata  | Christophe Laporte | França    | 6:18:29 |
| Bronze | Michael Matthews   | Austrália | 6:18:29 |

### Feminino
- Contrarrelógio

| Posto  | Ciclista       | País          | Tempo    |
| ------ | -------------- | ------------- | -------- |
| Ouro   | Ellen van Dijk | Países Baixos | 44:28,60 |
| Prata  | Grace Brown    | Austrália     | 44:41,33 |
| Bronze | Marlen Reusser | Suíça         | 45:10,28 |

- Estrada

| Posto  | Ciclista             | País          | Tempo   |
| ------ | -------------------- | ------------- | ------- |
| Ouro   | Annemiek van Vleuten | Países Baixos | 4:24:25 |
| Prata  | Lotte Kopecky        | Bélgica       | 4:24:26 |
| Bronze | Silvia Persico       | Itália        | 4:24:26 |

### Masculino sub-23
- Contrarrelógio

| Posto  | Ciclista          | País        | Tempo    |
| ------ | ----------------- | ----------- | -------- |
| Ouro   | Søren Wærenskjold | Noruega     | 34:13,40 |
| Prata  | Alec Segaert      | Bélgica     | 34:29,74 |
| Bronze | Leio Hayter       | Reino Unido | 34:37,56 |

- Estrada

| Posto  | Ciclista          | País        | Tempo   |
| ------ | ----------------- | ----------- | ------- |
| Ouro   | Yevgeni Fiodorov  | Cazaquistão | 3:57.08 |
| Prata  | Mathias Vacek     | Chéquia     | 3:57:09 |
| Bronze | Søren Wærenskjold | Noruega     | 3:57:11 |

### Feminino sub-23
- Contrarrelógio

| Posto  | Ciclista            | País          | Tempo    |
| ------ | ------------------- | ------------- | -------- |
| Ouro   | Vittoria Guazzini   | Itália        | 45:20,71 |
| Prata  | Shirin van Anrooij  | Países Baixos | 47:09,45 |
| Bronze | Ricarda Bauernfeind | Alemanha      | 47:38,08 |

- Estrada

| Posto  | Ciclista            | País          | Tempo   |
| ------ | ------------------- | ------------- | ------- |
| Ouro   | Niamh Fisher-Black  | Nova Zelândia | 4:24:26 |
| Prata  | Pfeiffer Georgi     | Reino Unido   | 4:24:38 |
| Bronze | Ricarda Bauernfeind | Alemanha      | 4:24:38 |

### Misto
- Contrarrelógio por relevos

| Posto  | Ciclistas                                                                                         | Equipa    | Tempo    |
| ------ | ------------------------------------------------------------------------------------------------- | --------- | -------- |
| Ouro   | Mauro Schmid Stefan Küng Stefan Bissegger Elise Chabbey Marlen Reusser Nicole Koller              | Suíça     | 33:47,17 |
| Prata  | Edoardo Affini Matteo Sobrero Filippo Ganna Elisa Longo Borghini Elena Cecchini Vittoria Guazzini | Itália    | 33:50,09 |
| Bronze | Michael Matthews Lucas Plapp Luke Durbridge Georgia Baker Alexandra Manly Sarah Roy               | Austrália | 34:25,57 |

## Medalheiro
| Ordem | País          | Medalha de ouro | Medalha de prata | Medalha de bronze | Total |
| ----- | ------------- | --------------- | ---------------- | ----------------- | ----- |
| 1     | Países Baixos | 2               | 1                | 0                 | 3     |
| 2     | Noruega       | 2               | 0                | 1                 | 3     |
| 3     | Bélgica       | 1               | 2                | 1                 | 4     |
| 4     | Itália        | 1               | 1                | 1                 | 3     |
| 4     | Suíça         | 1               | 1                | 1                 | 3     |
| 6     | Cazaquistão   | 1               | 0                | 0                 | 1     |
| 6     | Nova Zelândia | 1               | 0                | 0                 | 1     |
| 8     | Austrália     | 0               | 1                | 2                 | 3     |
| 9     | Reino Unido   | 0               | 1                | 1                 | 2     |
| 10    | França        | 0               | 1                | 0                 | 1     |
| 10    | Chéquia       | 0               | 1                | 0                 | 1     |
| 12    | Alemanha      | 0               | 0                | 2                 | 2     |
|       | TOTAL         | 9               | 9                | 9                 | 27    |